# Bravo (belgische Zeitschrift)
Bravo ist ein zwischen 1936 und 1951 erschienenes frankobelgisches Comicmagazin.

## Hintergrund
Der Verleger Jan Meeuwissen begann 1936 mit einer niederländischen Ausgabe. Die französischsprachige Version entstand 1940. Unter anderem wurde Flash Gordon aus den USA veröffentlicht. Zu den wichtigsten Mitarbeitern gehörten Jacques Laudy, Edgar P. Jacobs,  Jacques Martin und Albert Uderzo.

## Veröffentlichungen
Das Magazin erschien wöchentlich in einem Umfang zwischen 8 und 20 Seiten und wurde von 1950 bis 1951 als Jugendbeilage der belgischen Frauenzeitschrift Femmes d’aujourd’hui verkauft.

## Serien (Auswahl)
- Die U-Strahlen (1943–1944)
- Bimelabom et Chibiche (1944–1946)
- Gust le flibustier (1946–1948)
- Oeil de Perdrix (1947–1950)
- Tom Colby (1948)
- Capitaine Marvel Jr. (1950)